# Дро (газета)
Дро (груз. დრო «Время») — ежедневная большевистская газета, выходившая в Тифлисе после закрытия газеты «Чвени Цховреба» с 11 марта по 15 апреля 1907 года на грузинском языке.
Руководителем газеты был И. В. Сталин. В редакцию входили также М. Цхакая, М. Давиташвили. Вышел 31 номер.